# Kojetice (ort i Tjeckien, Vysočina)
Kojetice är en ort i Tjeckien.   Den ligger i regionen Vysočina, i den centrala delen av landet, 140 km sydost om huvudstaden Prag. Kojetice ligger 490 meter över havet och antalet invånare är 438.
Terrängen runt Kojetice är huvudsakligen platt, men västerut är den kuperad. Terrängen runt Kojetice sluttar österut.Runt Kojetice är det ganska glesbefolkat, med 50 invånare per kvadratkilometer. Närmaste större samhälle är Třebíč, 7,8 km nordost om Kojetice. Trakten runt Kojetice består till största delen av jordbruksmark.